# Xylyle

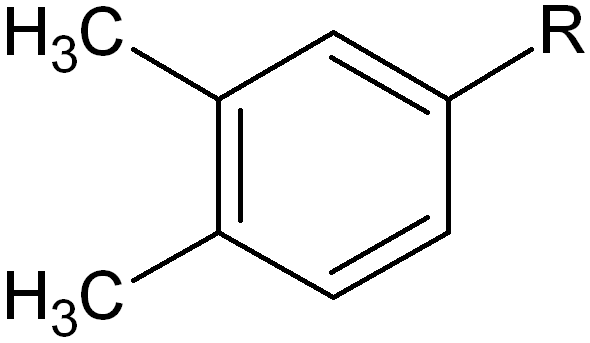
Structure d'un groupe ortho-xylyle

Le terme xylyle désigne un groupe fonctionnel aromatique de formule brute générale (CH3)2C6H3-R. Ce groupe fait partie de la famille des aryles et est un dérivés du xylène par perte d'un atome d'hydrogène. Il existe trois isomères de ce groupe qui sont désignés accordemment à la nomenclature des dérivés benzéniques.

## Nomenclature
Le terme xylyle n'est pas accepté dans la nomenclature IUPAC.